# 그레싯모자이크꼬리쥐
그레싯모자이크꼬리쥐(Paramelomys gressitti)는 쥐과에 속하는 설치류의 일종이다. 파푸아뉴기니의 토착종이다. 서식지 파괴로 멸종 위협을 받고 있다.